# 向井倭雄

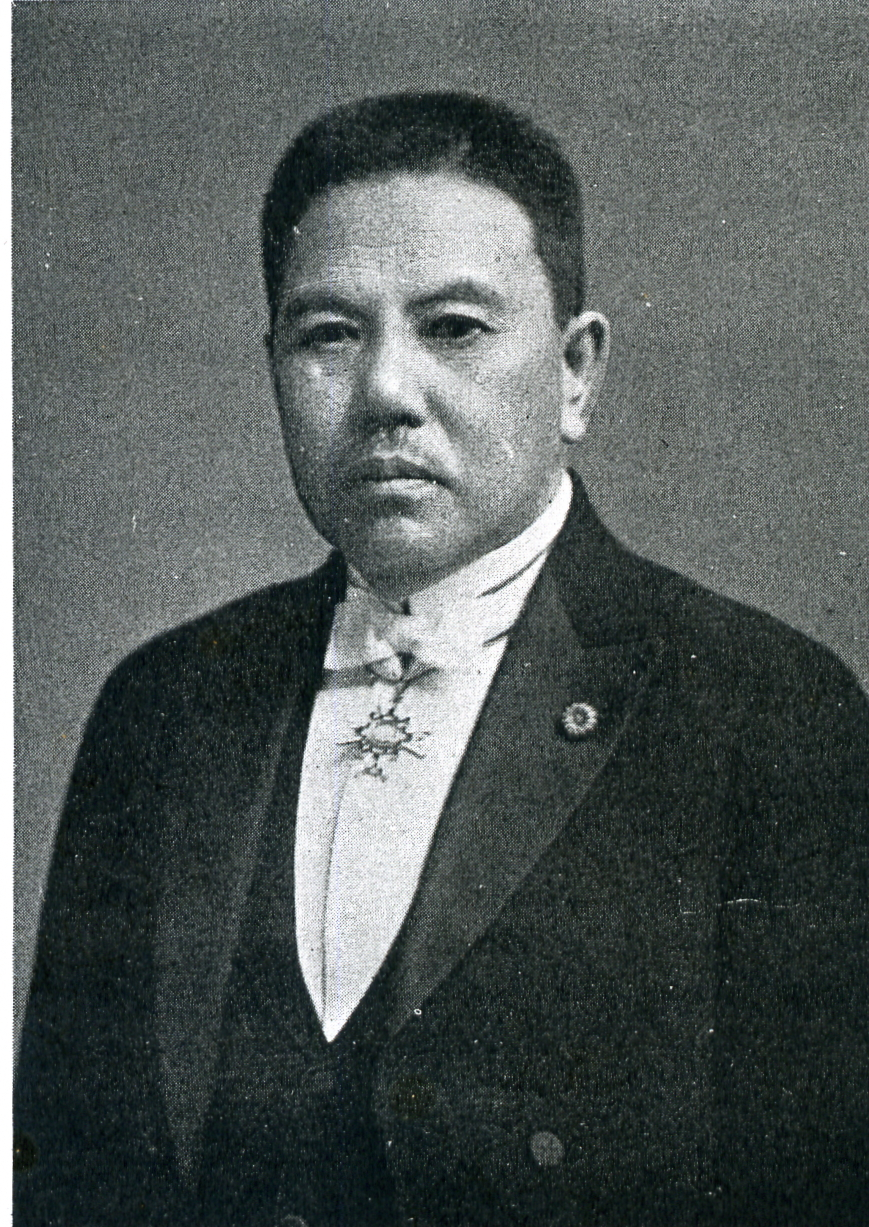
向井倭雄

向井 倭雄（むかい しずお、1872年7月31日（明治5年6月26日） - 1946年（昭和21年）8月12日）は、日本の衆議院議員（立憲政友会→政友本党→立憲政友会）。

## 経歴
大分県下毛郡津民村（現在の中津市）出身で、幼時に長崎に移住した。愛媛県周桑郡長、警視庁警視・新宿警察署長、長崎県対馬島司、京都市助役などを歴任した。
1920年（大正9年）の第15回衆議院議員総選挙に出馬し、当選。以後、当選回数は5回を数えた。その間、田中義一内閣で逓信参与官を務めた。